# 揚一世 (薩根公爵)
揚一世（波蘭語：Jan I żagański，約1385年—1439年4月12日），薩根公爵，亨里克八世之子，1403年至1439年在位。

## 家庭
1405年左右，揚一世與薩克森-維滕堡公爵魯道夫三世的女兒舍拉絲提卡（Scholastika）結婚，兩人共有四個兒子：
1. 巴爾塔沙（—1472年）
2. 魯道夫（英语：Rudolf of Żagań）（—1454年）
3. 瓦茨瓦夫（英语：Wenceslaus of Żagań）（—1488年）
4. 揚二世（—1504年）